# Charles Hutchinson
Charles Hutchinson est un animateur américain ayant travaillé aux studios Disney.

## Filmographie
- 1931 : The Spider and the Fly
- 1931 : The Fox Hunt
- 1931 : Le Vilain Petit Canard
- 1932 : The Bears and the Bees
- 1932 : Des arbres et des fleurs
- 1932 : Rien qu'un chien
- 1932 : Le Roi Neptune
- 1932 : Bugs in Love